# Оселівська сільська рада
Осе́лівська сільська́ ра́да — адміністративно-територіальна одиниця та орган місцевого самоврядування в Кельменецькому районі Чернівецької області. Адміністративний центр — село Оселівка.

## Загальні відомості
- Населення ради: 1 206 осіб (станом на 2001 рік)

## Населені пункти
Сільській раді підпорядковані населені пункти:
- с. Оселівка
- с. Кроква

## Склад ради
Рада складається з 16 депутатів та голови.
- Голова ради: Швець Василь Миколайович
- Секретар ради: Шишковський Анатолій Вікторович

### Керівний склад попередніх скликань
| Прізвище, ім'я, по батькові | Основні відомості                                                 | Дата обрання | Дата звільнення |
| --------------------------- | ----------------------------------------------------------------- | ------------ | --------------- |
| Швець Василь Миколайович    | Сільський голова, 1963 року народження, освіта вища, безпартійний | 26.03.2006   | 31.10.2010      |
| Швець Василь Миколайович    | Сільський голова, 1963 року народження, освіта вища, безпартійний | 31.10.2010   |                 |

Примітка: таблиця складена за даними сайту Верховної Ради України

### Депутати
За результатами місцевих виборів 2010 року депутатами ради стали:

#### За суб'єктами висування
| Суб'єкт висування                                       | Кількість обраних депутатів | %    |
| ------------------------------------------------------- | --------------------------- | ---- |
| Партія регіонів                                         | 5                           | 31,3 |
| Народна партія                                          | 4                           | 25   |
| Самовисування                                           | 4                           | 25   |
| Політична партія Всеукраїнське об'єднання «Батьківщина» | 3                           | 18,8 |

#### За округами
| № округу                                                | Прізвище, ім'я, по батькові     | Дата визнання обраним | Освіта             | Партійна приналежність | Відомості про обраного депутата                       |
| ------------------------------------------------------- | ------------------------------- | --------------------- | ------------------ | ---------------------- | ----------------------------------------------------- |
| Народна Партія                                          |                                 |                       |                    |                        |                                                       |
| 3                                                       | Швець Олександр Васильович      | 03.11.2010            | вища               | позапартійний          | тимчасово не працює                                   |
| 5                                                       | Незальзова Людмила Василівна    | 03.11.2010            | середня спеціальна | позапартійна           | Дошкільний навчальний заклад с. Оселівка, завідувачка |
| 8                                                       | Гаргаун Едуард Миколайович      | 03.11.2010            | вища               | позапартійний          | Глибоцьке РВ УМВС, оперативний черговий               |
| 11                                                      | Шепенюк Іван Петрович           | 03.11.2010            | середня            | позапартійний          | пенсіонер                                             |
| Партія регіонів                                         |                                 |                       |                    |                        |                                                       |
| 9                                                       | Тихоход Василь Васильович       | 03.11.2010            | середня            | позапартійний          | фірма «Агро-Дон», комбайнер                           |
| 10                                                      | Агапій Світлана Григорівна      | 03.11.2010            | середня спеціальна | позапартійна           | тимчасово не працює                                   |
| 12                                                      | Беженар Тетяна Анатоліївна      | 03.11.2010            | середня спеціальна | позапартійна           | тимчасово не працює                                   |
| 13                                                      | Антощук Валентина Петрівна      | 03.11.2010            | середня спеціальна | член Партії регіонів   | Оселівська сільська рада, землевпорядник              |
| 16                                                      | Боштан Валентина Іванівна       | 03.11.2010            | середня спеціальна | позапартійна           | Дошкільний навчальний заклад с. Оселівка, вихователь  |
| Політична партія Всеукраїнське об'єднання «Батьківщина» |                                 |                       |                    |                        |                                                       |
| 6                                                       | Тихоход Ігор Васильович         | 03.11.2010            | середня спеціальна | позапартійний          | фермерське господарство «Еліта», заступник керівника  |
| 14                                                      | Адажій Наталя Іванівна          | 03.11.2010            | середня спеціальна | позапартійна           | тимчасово не працює                                   |
| 15                                                      | Адажій Василь Олександрович     | 03.11.2010            | середня спеціальна | позапартійний          | тимчасово не працює                                   |
| Самовисування                                           |                                 |                       |                    |                        |                                                       |
| 1                                                       | Адажій Богдан Вікторович        | 03.11.2010            | середня спеціальна | позапартійний          | тимчасово не працює                                   |
| 2                                                       | Шишковський Анатолій Вікторович | 03.11.2010            | вища               | позапартійний          | Оселівська сільська рада, секретар                    |
| 4                                                       | Швець Віталіна Вікторівна       | 03.11.2010            | середня спеціальна | позапартійна           | фельдшерсько-акушерський пункт с. Кроква, завідувачка |
| 7                                                       | Швець Валентин Григорович       | 03.11.2010            | середня            | позапартійний          | фірма «Агро-Дон», комбайнер                           |

## Населення
Згідно з переписом УРСР 1989 року чисельність наявного населення сільської ради становила 1397 осіб, з яких 581 чоловік та 816 жінок.
За переписом населення України 2001 року в сільській раді мешкало 1214 осіб.

### Мова
Розподіл населення за рідною мовою за даними перепису 2001 року:
| Мова       | Відсоток |
| ---------- | -------- |
| українська | 99,17 %  |
| молдовська | 0,41 %   |
| російська  | 0,41 %   |